# جورج إليوت (لاعب كرة قدم)
جورج إليوت (بالإنجليزية: George Elliott)‏ (7 يناير 1889 بسندرلاند في المملكة المتحدة - 1 يناير 1948) هو لاعب كرة قدم بريطاني (وحمل سابقاً جنسية المملكة المتحدة لبريطانيا العظمى وأيرلندا) في مركز الهجوم. شارك مع منتخب إنجلترا لكرة القدم. أما مع النوادي، فقد لعب مع نادي ميدلزبره وSouth Bank F.C. ‏.

## وصلات خارجية
- جورج إليوت على موقع ناشيونال فوتبول تيمز (الإنجليزية)